# Frankfurti repülőtér
A Frankfurt am Main repülőtér (németül Flughafen Frankfurt am Main, népnyelven Rhein-Main-Airport, saját nevén Frankfurt Airport, melyet gyakran Fraportként rövidítenek) (IATA: FRA, ICAO: EDDF) nemzetközi repülőtér Németországban; az ország legnagyobb repülőtere, Frankfurt városa mellett. 2016-ban 60,8 milliós utasforgalmával a negyedik helyen állt Európában London-Heathrow,
Párizs-Charles de Gaulle és Amszterdam-Schiphol repülőtér után, mely világviszonylatban a 12. helyet jelentette. Az egyik legjelentősebb nemzetközi légiforgalmi átszállási csomópont, közkeletű angol kifejezéssel „hub”.
Ugyancsak 2016-ban 2,1 millió tonnás áruforgalmával az első helyen állt Európában, és nyolcadik volt a világon. 2017 nyarán 293 különböző repülőtérre indultak innen járatok, ezzel világviszonylatban is a legtöbb közvetlen kapcsolattal rendelkező reptér volt.
A személyforgalmat két terminál bonyolítja le. Az 1-es számút a Lufthansa és partner légitársaságai (Star Alliance) használják, míg a 2. terminál más légitársaságok gépeit fogadja. A két terminált egy vezető nélkül működő mágnesvasút, az ún. SkyLine köti össze.

## Megközelítése

### Vonattal
Sok vasútvonalon közelíthető meg, vasútállomása a Frankfurt am Main repülőtéri távolsági állomás.

## Forgalom
Az utasforgalom az elmúlt években az alábbi módon változott:
| Utasok száma | 58 010 | 577 587 | 3 453 798 | 10 584 667 | 17 664 171 | 25 235 401 | 40 271 919 | 52 230 323 | 59 571 802 | 48 918 482 |
|              | 1936   | 1954    | 1963      | 1971       | 1980       | 1988       | 1997       | 2005       | 2014       | 2022       |

## Légitársaságok és célállomások
| Légitársaság                   | Célállomások |
| ------------------------------ | --- |
| Aegean Airlines                | Athén, Thessaloniki Szezonális: Korfu, Heraklion, Rodosz |
| Aer Lingus                     | Dublin |
| Aeroflot                       | Kazany, Moszkva–Seremetyjevo |
| Air Algérie                    | Algír Szezonális: Orán |
| Air Arabia Maroc               | Marrákes |
| Air Astana                     | Atyrau, Nur-Sultan, Oral |
| airBaltic                      | Riga |
| Air Canada                     | Calgary, Montréal–Trudeau nemzetközi repülőtér, Toronto–Pearson Szezonális: Vancouver |
| Air China                      | Peking, Chengdu, Sanghaj-Putung, Sencsen |
| Air Dolomiti                   | Linz, Firenze, Torino, Verona |
| Air Europa                     | Madrid |
| Air France                     | Párizs–Charles de Gaulle |
| Air India                      | Delhi, Mumbai |
| Air Malta                      | Málta |
| Air Moldova                    | Chişinău |
| Air Namibia                    | Windhoek–Hosea Kutako |
| Air Serbia                     | Belgrád |
| Albawings                      | Tirana (2020. június 8-ától) |
| All Nippon Airways             | Tokio–Haneda |
| American Airlines              | Charlotte, Dallas/Fort Worth |
| AnadoluJet                     | Ankara, Isztambul–Sabiha Gökçen |
| Asiana Airlines                | Szöul–Incshon |
| Austrian Airlines              | Innsbruck, Bécs |
| Azores Airlines                | Ponta Delgada |
| Belavia                        | Minszk |
| British Airways                | London–City, London–Heathrow |
| Bulgaria Air                   | Szófia |
| Cathay Pacific                 | Hongkong |
| China Airlines                 | Tajpej–Taojüan |
| China Eastern Airlines         | Sanghaj-Putung |
| China Southern Airlines        | Kuangcsou |
| Condor                         | Agadir, Barbados, Cancún, Fuerteventura, Funchal, Havana, Holguín, Hurghada, Kilimanjaro, Lanzarote, La Palma, Las Vegas, Mahé, Malé, Mauritius, Mombasa, Montego Bay, Palma de Mallorca, Páfosz, Puerto Plata, Punta Cana, San José (CR), San Juan, Santo Domingo, Seattle/Tacoma, Tenerife–South, Tobago, Varadero, Windhoek–Hosea Kutako, Zanzibar Szezonális: Anchorage, Antalya, Baltimore, Cagliari, Calgary, Fokváros, Catania, Haniá, Korfu, Curaçao, Dalaman, Dubrovnik, Edmonton, Fairbanks, Grenada, Halifax, Heraklion, Ibiza, Jerez de la Frontera, Kalamata, Kavala, Kosz, Lamezia Terme, Lárnaka, Minneapolis/St. Paul, Mikonosz, New Orleans, Olbia, Phoenix–Sky Harbor, Pittsburgh, Portland (OR), Preveza/Lefkada, Rodosz, Számosz, Szantorini, Szkíathosz, Split, Thessaloniki, Tivat, Toronto–Pearson, Toulon , Vancouver, Whitehorse, Zára, Zákinthosz Szezonális charter: La Romana, Samaná |
| Corendon Airlines              | Antalya, Izmir Szezonális: Bodrum, Gazipaşa, Kayseri |
| Corendon Airlines Europe       | Szezonális charter: Banjul |
| Croatia Airlines               | Dubrovnik, Split, Zágráb Szezonális: Póla, Zára |
| Czech Airlines                 | Prága |
| Delta Air Lines                | Atlanta, Detroit, New York–JFK |
| EgyptAir                       | Kairó |
| El Al                          | Tel-Aviv |
| Emirates                       | Dubai–International |
| Ethiopian Airlines             | Addisz Abeba |
| Etihad Airways                 | Abu-Dzabi |
| Eurowings                      | Las Vegas, Priština, Windhoek–Hosea Kutako Szezonális: Barbados, Mauritius |
| Finnair                        | Helsinki |
| Gulf Air                       | Bahrein |
| Holiday Europe                 | Szezonális charter: Fuerteventura, Hurghada, Marsa Alam, Sarm es-Sejk |
| Iberia                         | Madrid |
| Iberia Regional                | Madrid |
| Icelandair                     | Reykjavík–Keflavík |
| ITA Airways                    | Milánó–Linate, Róma–Fiumicino (felfüggesztve) |
| Iran Air                       | Teherán–Imam Khomeini |
| Iraqi Airways                  | Bagdad, Sulaymaniyah |
| Japan Airlines                 | Tokio–Narita |
| KLM                            | Amszterdam |
| Korean Air                     | Szöul–Incshon |
| Kuwait Airways                 | Kuwait |
| LATAM Brasil                   | São Paulo–Guarulhos |
| LATAM Chile                    | Madrid (2020. június 30-ig), Santiago de Chile |
| Lauda                          | Szezonális: Palma de Mallorca |
| LOT                            | Varsó–Chopin |
| Lufthansa                      | Abuja, Addisz Abeba, Agadir, Alicante, Algír, Almati, Amman–Queen Alia, Amszterdam, Antalya, Athén, Atlanta, Austin, Bahrein, Baku, Bangkok–Suvarnabhumi, Barcelona, Bari, Basel/Mulhouse, Peking, Bejrút, Belgrád, Bangalore, Berlin–Tegel, Bilbao, Billund, Birmingham, Bogotá, Bologna, Bordeaux, Boston, Bréma, Brüsszel, Bukarest, Budapest, Buenos Aires–Ezeiza, Bydgoszcz, Kairó, Cancún, Fokváros, Casablanca, Catania, Csennai, Chicago–O'Hare, Chișinău, Kolozsvár, Koppenhága, Dallas/Fort Worth, Dammam, Delhi, Denver, Detroit, Dresden, Dubai–International, Dublin, Düsseldorf, Edinburgh, Erbil, Faro, Friedrichshafen, Funchal, Gdańsk, Genf, Glasgow, Göteborg, Graz, Hamburg, Hanover, Helsinki, Hongkong, Houston–Intercontinental, Isztambul, Johannesburg–O. R. Tambo, Katowice, Kijev-Boriszpil, Krakkó, Kuwait, Lagos, Lárnaka, Lipcse/Halle, Linz, Lisszabon, Ljubljana, London–City, London–Heathrow, Los Angeles, Luanda, Luxembourg, Lyon, Madrid, Malabo, Málaga, Málta, Manchester, Marrákes, Marseille, Mexico City, Miami, Milánó–Linate, Milánó–Malpensa, Minszk, Moszkva–Domogyedovo, Mumbai, München, Münster/Osnabrück, Nairobi–Jomo Kenyatta, Nagoja–Centrair, Nanking, Nápoly, Newark, New York–JFK, Nice, Nürnberg, Nur-Sultan, Orlando, Oslo–Gardermoen, Palermo, Pamplona, Panama City, Párizs–Charles de Gaulle, Philadelphia, Port Harcourt, Porto, Poznań, Prága, Qingdao, Reykjavík–Keflavík, Riga, Rio de Janeiro–Galeão, Rijád, Róma–Fiumicino, Szentpétervár, Salzburg, San Diego, San Francisco, San Jose (CR), Santiago de Compostela, São Paulo–Guarulhos, Seattle/Tacoma, Szöul–Incshon, Sevilla, Sanghaj-Putung, Shenyang, Szingapúr, Szófia, Stockholm–Arlanda, Stuttgart, Sylt, Tallinn, Tampa, Teherán–Imam Khomeini, Tel-Aviv, Thessaloniki, Temesvár, Tirana, Tokio–Haneda, Toronto–Pearson, Toulouse, Trieszt, Tunisz, Valencia, Vancouver, Velence, Bécs, Vilnius, Varsó–Chopin, Washington–Dulles, Wrocław, Zágráb, Zürich Szezonális: Bastia, Bodrum, Cagliari, Dubrovnik, Eilat, Heraklion, Heringsdorf, Hévíz–Balaton, Ibiza, Ivalo, Kuusamo, Malé, Menorca, Montréal–Trudeau, Olbia, Palma de Mallorca, Póla, Rennes , Szantorini, Shannon, Split, Tivat, Tromsø, Zára |
| MIAT Mongolian Airlines        | Szezonális: Ulánbátor |
| Middle East Airlines           | Bejrút |
| Montenegro Airlines            | Podgorica |
| Oman Air                       | Maszkat |
| Onur Air                       | Antalya Szezonális: Isztambul |
| Pegasus Airlines               | Antalya, Isztambul–Sabiha Gökçen |
| Qatar Airways                  | Doha |
| Royal Air Maroc                | Casablanca, Nador |
| Royal Jordanian                | Amman–Queen Alia |
| Ryanair                        | Alicante, Barcelona, Bergamo, Brindisi, Catania, Dublin, Faro, Krakkó, Lanzarote, London–Stansted, Málaga, Palma de Mallorca, Porto, Tenerife–South, Valencia Szezonális: Athén, Haniá, Korfu, Kefaloniá[forrás?], Mikonosz, Pisa, Sevilla |
| S7 Airlines                    | Szezonális: Novoszibirszk |
| Saudia                         | Jeddah, Rijád Szezonális: Medina |
| Scandinavian Airlines          | Koppenhága, Oslo–Gardermoen, Stockholm–Arlanda |
| Singapore Airlines             | New York–JFK, Szingapúr |
| Somon Air                      | Dusanbe |
| South African Airways          | Johannesburg–O. R. Tambo |
| SunExpress                     | Antalya, Dalaman, İzmir Szezonális: Ordu–Giresun |
| SunExpress Deutschland         | Adana, Agadir, Ankara, Antalya, Haniá, Gazipaşa, Hurghada, Ibiza, İzmir, Lamezia Terme, Lanzarote, Luxor, Marsa Alam, Palma de Mallorca, Sarm es-Sejk Szezonális: Burgasz, Korfu, Heraklion, Malatya (2020. június 23-ától), Samsun, Várna |
| Swiss International Air Lines  | Genf, Zürich |
| TAP Air Portugal               | Lisszabon |
| TAROM                          | Bukarest |
| Thai Airways International     | Bangkok–Suvarnabhumi Szezonális: Phuket |
| TUI fly Deutschland            | Agadir, Barcelona, Boa Vista, Fuerteventura, Gran Canaria, Hurghada, Lanzarote, Marsa Alam, Sal, Tenerife–South Szezonális: Antalya, Korfu, Dalaman, Dzserba, Enfidha, Faro, Funchal, Heraklion, Ibiza, Jerez de la Frontera, Kosz, Lamezia Terme, Lárnaka, Menorca, Palma de Mallorca, Patras, Rodosz |
| Tunisair                       | Dzserba, Tunisz |
| Turkish Airlines               | Isztambul Szezonális: Adana, Antalya, Elazig (2020. június 20-ától), Gaziantep (2020. június 21-étől), Izmir, Kayseri, |
| Turkmenistan Airlines          | Aşgabat |
| Ukraine International Airlines | Kijev-Boriszpil |
| United Airlines                | Chicago–O'Hare, Denver, Houston–Intercontinental, Newark, San Francisco, Washington–Dulles |
| Ural Airlines                  | Moszkva–Domogyedovo, Szentpétervár |
| Uzbekistan Airways             | Taskent Szezonális: Urgench |
| Vietnam Airlines               | Hanoi, Ho Chi Minh City |

## Fordítás
- Ez a szócikk részben vagy egészben a Flughafen Frankfurt am Main című német Wikipédia-szócikk ezen változatának fordításán alapul.  Az eredeti cikk szerkesztőit annak laptörténete sorolja fel. Ez a jelzés csupán a megfogalmazás eredetét és a szerzői jogokat jelzi, nem szolgál a cikkben szereplő információk forrásmegjelöléseként.